# Resolutie 725 Veiligheidsraad Verenigde Naties
Resolutie 725 van de Veiligheidsraad van de Verenigde Naties werd met unanimiteit aangenomen op 31 december 1991, als laatste VN-Veiligheidsraadsresolutie van dat jaar.

## Achtergrond
Begin jaren 70 ontstond een conflict tussen Spanje, Marokko, Mauritanië en de Westelijke Sahara zelf over de Westelijke Sahara, een gebied dat tot dan in Spaanse handen was. Marokko legitimeerde zijn aanspraak op basis van historische banden met het gebied. Nadat Spanje het gebied opgaf, bezette Marokko er twee derde van. Het land bleef in conflict met Polisario, dat met steun van Algerije de onafhankelijkheid bleef nastreven. 
Begin jaren 90 kwam een plan op tafel om de bevolking van de Westelijke Sahara via een volksraadpleging zelf te laten beslissen over de toekomst van het land. Het was de taak van de VN-missie MINURSO om dat referendum op poten te zetten. Het plan strandde later echter door aanhoudende onenigheid tussen de beide partijen, waardoor ook de missie nog steeds ter plaatse bleef.

## Inhoud
De Veiligheidsraad:
- bevestigt de resoluties 621, 658 en 690;
- heeft het rapport van de secretaris-generaal over de situatie in de Westelijke Sahara beschouwd;
- merkt de moeilijkheden en vertragingen op die gepaard gaan met de uitvoering van het plan voor de Westelijke Sahara;

1. keurt de inspanningen van de secretaris-generaal om een volksraadpleging voor zelfbeschikking te houden goed;
2. steunt verdere inspanningen van de secretaris-generaal voor die volksraadpleging;
3. roept de twee partijen op om met de secretaris-generaal samen te werken aan de uitvoering van het plan dat ze goedkeurden;
4. maant de secretaris-generaal om zo snel mogelijk, maar zeker binnen de twee maanden, opnieuw te rapporteren.

## Verwante resoluties
- Resolutie 658 Veiligheidsraad Verenigde Naties (1990)
- Resolutie 690 Veiligheidsraad Verenigde Naties
- Resolutie 809 Veiligheidsraad Verenigde Naties (1993)
- Resolutie 907 Veiligheidsraad Verenigde Naties (1994)

Lijst ·  684 ·  685 ·  686 ·  687 ·  688 ·  689 ·  690 ·  691 ·  692 ·  693 ·  694 ·  695 ·  696 ·  697 ·  698 ·  699 ·  700 ·  701 ·  702 ·  703 ·  704 ·  705 ·  706 ·  707 ·  708 ·  709 ·  710 ·  711 ·  712 ·  713 ·  714 ·  715 ·  716 ·  717 ·  718 ·  719 ·  720 ·  721 ·  722 ·  723 ·  724 ·  725